# Mighty Mouse (serie animata 1979)
Il ritorno di Super Mouse (The New Adventures of Mighty Mouse) è una serie televisiva a cartoni animati prodotta da Filmation e trasmessa sulla CBS nel 1979.
La voce italiana di Mighty Mouse è di Roberto Chevalier.

## Episodi
| Nº | Titolo originale                   | Titolo italiano                     | Prima TV USA      | Prima TV Italia |
| -- | ---------------------------------- | ----------------------------------- | ----------------- | --------------- |
| 1  | Mouse of the Desert                | Il tesoro rubato                    | 8 settembre 1979  |                 |
| 2  | The Great Space Chase - Chapter 1  | La grande corsa spaziale - Parte 1  | 8 settembre 1979  |                 |
| 3  | Stop...Pay Troll                   |                                     | 8 settembre 1979  |                 |
| 4  | Planks a Lot                       |                                     | 15 settembre 1979 |                 |
| 5  | The Great Space Chase - Chapter 2  | La grande corsa spaziale - Parte 2  | 15 settembre 1979 |                 |
| 6  | The Exercist                       |                                     | 15 settembre 1979 |                 |
| 7  | The Star of Cucamonga              | La star di Cucamonga                | 22 settembre 1979 |                 |
| 8  | The Great Space Chase - Chapter 3  | La grande corsa spaziale - Parte 3  | 22 settembre 1979 |                 |
| 9  | Gypsy Mice                         |                                     | 22 settembre 1979 |                 |
| 10 | Loco Motivations                   |                                     | 29 settembre 1979 |                 |
| 11 | The Great Space Chase - Chapter 4  | La grande corsa spaziale - Parte 4  | 29 settembre 1979 |                 |
| 12 | Cats and Robbers                   |                                     | 29 settembre 1979 |                 |
| 13 | Blimp with the Wind                |                                     | 6 ottobre 1979    |                 |
| 14 | The Great Space Chase - Chapter 5  | La grande corsa spaziale - Parte 5  | 6 ottobre 1979    |                 |
| 15 | Catula                             |                                     | 6 ottobre 1979    |                 |
| 16 | Mousrace                           |                                     | 13 ottobre 1979   |                 |
| 17 | The Great Space Chase - Chapter 6  | La grande corsa spaziale - Parte 6  | 13 ottobre 1979   |                 |
| 18 | The Sun Harnesser                  |                                     | 13 ottobre 1979   |                 |
| 19 | Movie Mouse                        |                                     | 20 ottobre 1979   |                 |
| 20 | The Great Space Chase - Chapter 7  | La grande corsa spaziale - Parte 7  | 20 ottobre 1979   |                 |
| 21 | Mick Jaguar in Concert             |                                     | 20 ottobre 1979   |                 |
| 22 | Pheline of the Rock Opera          |                                     | 27 ottobre 1979   |                 |
| 23 | The Great Space Chase - Chapter 8  | La grande corsa spaziale - Parte 8  | 27 ottobre 1979   |                 |
| 24 | Captain Nemo-oh-oh                 |                                     | 27 ottobre 1979   |                 |
| 25 | Snow Mouse                         | Giochi olimpici                     | 3 novembre 1979   |                 |
| 26 | The Great Space Chase - Chapter 9  | La grande corsa spaziale - Parte 9  | 3 novembre 1979   |                 |
| 27 | Haunted House Mouse                |                                     | 3 novembre 1979   |                 |
| 28 | Cat Ness Monster                   | Il mostro di Gattness               | 10 novembre 1979  |                 |
| 29 | The Great Space Chase - Chapter 10 | La grande corsa spaziale - Parte 10 | 10 novembre 1979  |                 |
| 30 | Rugged Rodent                      |                                     | 10 novembre 1979  |                 |
| 31 | Gorilla My Dreams                  |                                     | 17 novembre 1979  |                 |
| 32 | The Great Space Chase - Chapter 11 | La grande corsa spaziale - Parte 11 | 17 novembre 1979  |                 |
| 33 | Cattenstein                        |                                     | 17 novembre 1979  |                 |
| 34 | Cat of the Baskervilles            |                                     | 24 novembre 1979  |                 |
| 35 | The Great Space Chase - Chapter 12 | La grande corsa spaziale - Parte 12 | 24 novembre 1979  |                 |
| 36 | Pearl of the Jungle                | La perla della giungla              | 24 novembre 1979  |                 |
| 37 | Moby Whale                         |                                     | 1º dicembre 1979  |                 |
| 38 | The Great Space Chase - Chapter 13 | La grande corsa spaziale - Parte 13 | 1º dicembre 1979  |                 |
| 39 | Big Top Cat                        | Topi giganti                        | 1º dicembre 1979  |                 |
| 40 | The Disorient Express              |                                     | 8 dicembre 1979   |                 |
| 41 | The Great Space Chase - Chapter 14 | La grande corsa spaziale - Parte 14 | 8 dicembre 1979   |                 |
| 42 | The Maltese Mouse                  |                                     | 8 dicembre 1979   |                 |
| 43 | Beau Jest                          |                                     | 15 dicembre 1979  |                 |
| 44 | The Great Space Chase - Chapter 15 | La grande corsa spaziale - Parte 15 | 15 dicembre 1979  |                 |
| 45 | Curse of the Cat                   |                                     | 15 dicembre 1979  |                 |
| 46 | Around the World in 80 Ways        |                                     | 22 dicembre 1979  |                 |
| 47 | The Great Space Chase - Chapter 16 | La grande corsa spaziale - Parte 16 | 22 dicembre 1979  |                 |
| 48 | Tugboat Pearl                      |                                     | 22 dicembre 1979  |                 |

### Titoli italiani
- Selvaggio west
- Chicago